# Chronik der Stadt Düren/1501–1600
Diese Liste ist eine Teilliste der Chronik der Stadt Düren. Sie listet datierte Ereignisse des 16. Jahrhunderts in Düren auf. 

## 1501
- 9. Januar: Erwerbung der Anna-Reliquie von Steinmetz Leonhard aus Kornelimünster, der sie aus der St. Stephanus-Kirche zu Mainz entwendet hatte. Diese Reliquie wurde 1212 von Bethlehem nach Mainz gebracht.
- Gründung der „St. Anna-Bruderschaft“.

## 1503
- Die Stadt lässt von ihrem Teil des Anna-Opfers bis 1507 ein neues Leprosenheim und ein neues Rathaus bauen.

## 1506
- Hildebrand von Weworden, genannt Bulner, aus Drove wird Pfarrer von Düren.
- 18. März: Nach langem Streit um den Besitz der Anna-Reliquie zwischen Düren und Mainz wird dieser durch die Bulle von Papst Julius II. zugunsten Dürens entschieden.
- Der Name „Annakirche“ setzt sich für die Martinkirche durch.

## 1507
- Die Franziskaner weihen den Kreuzweg des Klosters und zwei Friedhöfe ein.

## 1510
- Der Stadtrat lässt an der Stelle des alten Siechenhäuschens (siehe 1503) zehn neue Siechenhäuser auf der linken Rurseite vor Mariaweiler erbauen.
- Der Metzer Bürger Phillip von Vikneules schätzt die Zahl der Pilger zur Anna-Reliquie auf ca. 20.000.

## 1514
- Die Stadt lässt neben der Aussätzigensiedlung eine Sankt Lazaruskapelle erbauen.

## 1520
- Bau eines neuen Rathauses unter Bürgermeister Gerhard Harper.
- 27. Oktober: Albrecht Dürer besucht Düren, insbesondere das Annahaupt.

## 1521
- Die Augustiner-Cellitinnen ziehen von Köln zum „Gertrudenhof“ in der Pletzergasse um. Die Schwestern hießen auch Alexianerschwestern.

## 1524
- Erster evangelischer Prediger in Düren.

## 1531
- Kaiser Karl V. besucht im Januar Düren.

## 1534
- Bau einer neuen Franziskanerkirche mit Kloster, da die erste durch einen Brand schwer beschädigt wurde. Das Kloster wurde durch den Brand fast völlig vernichtet. Die Kirche wird 1537 fertiggestellt.

## 1536
- 21. Januar: Armenstiftung des Kaplans der Annakirche, Simon Steufmehl.

## 1537
- 6. November: Tod Hildebrands von Weworden, des bedeutendsten Pfarrers der Annakirche.

## 1539
- Hans Holbein der Jüngere malt im August auf der Burg in Düren das Bildnis der Prinzessin Anna von Jülich-Kleve-Berg.

## Um 1540
- Die Tuchmacher erbauen ihr Zunfthaus, das „Gewandhaus“, am Altenteich.

## 1540
- Bau einer Marienkapelle an der St. Martinkirche.

## 1541
- Die Wilhelmiten beziehen den Augustinerhof auf dem „Höfchen“.

## 1542
- 8. Oktober: Düren ergibt sich im Krieg zwischen Kaiser Karl V. und Herzog Wilhelm V. von Jülich dem kaiserlichen Feldherrn, dem Prinzen von Oranien.

- 28. Dezember: Herzog Wilhelm V. erobert Düren nach achttägiger Belagerung zurück.

## 1543
- 22. August: Kaiser Karl V. lagert mit seinen Truppen in der Gegend des Gut Weyern.
- 23. August: Der Leiter der städtischen Verteidigung, Amtmann Reinhard von Vlatten, weist die Aufforderung zur Übergabe zurück.
- 24. August: Düren wird nach der Beschießung durch die kaiserliche Artillerie (Karl V.) vom Krausberg (Kölnplatz, heute Friedrich-Ebert-Platz) aus erstürmt und geplündert. Durch den folgenden Großbrand wurde Düren stark zerstört. Das Annahaupt wurde von der Annakirche in die Franziskanerkirche gebracht.
- 25. August: Rathaus, Annakirche, Cellitinnenkloster und 600 Häuser verbrennen.
- 27. August: Der Kaiser zieht mit dem Heer ab.
- Zerstörung des Muttergotteshäuschens.
- Die Elisabetherinnen, die im Mittelalter von Aachen nach Düren gekommen waren, bauen ein neues Kloster.

## 1544
- Nach dem Vorbild des alten Schöffensiegels wird ein Neues gefertigt.
- Die Lateinschule wird neu errichtet.
- In diesem und in den folgenden Jahren werden die Zunftbücher erneuert, sogenannte „Ambachtsbücher“.

## 1545
- Guss von zwei neuen Glocken für die Annakirche.
- Neubau des Gasthauses auf dem Gelände der heutigen Peschschule.
- Neubau der „Johanniter Kommende Velden“ (Kommende = Kloster), heute Veldener Hof.
- 31. Oktober: Eine Polizeiverordnung des Herzog Wilhelms V. von Jülich regelt die Verhältnisse der Dürener Stadtverwaltung und des Zunftwesens.

## 1546
- Neubau des Rathauses (bis 1547)
- 21. Juli: Erste Erwähnung einer Kirmes in Düren, dem Vorläufer der Annakirmes.

## 1548
- Wiederherstellung des 1543 stark beschädigten Kölntores der Dürener Stadtbefestigung.

## 1550
- Meister Clais Wyndemaiker von Gangelt aus Münster/Westfalen fertigt das erste Glockenspiel für die Annakirche.
- Wiederherstellung des Schlachthauses in der Philippstr.

## 1551
- Erneuerung der St.-Sebastianus-Bogenschützen-Ordnung.

## 1553
- Erste Erwähnung der Rölsdorfer Burg auf dem Gelände des jetzigen Volksparkes. Es handelte sich um einen Hof, der zwischen zwei Teichen lag.

## 1554
- Der Herzog von Jülich erlässt eine Feuerordnung für Düren.

## 1555
- Die 1. große Renaissanceorgel in der Annakirche wird bis 1557 erstellt.

## 1556
- 12. August: Die Stadt erlässt eine neue Marktordnung.
- 21. Oktober: Der Herzog regelt in einer Polizeiverordnung die Dürener städtische Verfassung und Verwaltung.

## 1558
- 31. Oktober: Neue Polizeiverordnung des Herzogs über das Dürener Bürger- und Zunftwesen.

## 1564
- Einbau eines zweiten Glockenspiels in die Annakirche, vormals St. Martinkirche, bis 1565.

## 1565
- Guss der „Portzenklock“, der dritten Glocke der Annakirche.

## 1570
- Auflösung des Wilhelmitenorden in Düren.

## 1571
- 22. März: Neue Hutmacherordnung.

## 1572
- 14. Mai: Neue Fleischhauer- und Marktmeisterordnung.

## 1573
- Seit diesem Jahr fast ununterbrochen Prediger der reformierten Kirchengemeinden in Düren.

## 1576
- Erster Nachweis für Papierherstellung in Düren.

## 1577
- 20. Juli: Neue Brauerordnung
- 3. August: Goldschmiedeordnung

## 1580
- Eine nach Zünften geordnete Liste der zur Stadtverteidigung verpflichteten Bürger mit Angabe der Waffen wird aufgestellt.

## 1581
- Der erste jüdische Friedhof wird vor den Stadttoren angelegt.

## 1582
- 11. August: Gasthausordnung (Armenhausordnung)

## 1586
- Oktober: Vollendung des Neubaus des Kölntores.
- Abschluss der Wiederherstellungsarbeiten an der Annakirche.

## 1587
- Die Reformierten erhalten einen Friedhof in der Paradiesstraße als Stiftung von Mechtilde Portz, der ab 1668 auch von den Lutheranern mitbenutzt wird.

## 1588
- Bau des Kornhauses durch die Stadt (zerstört 1944) auf dem Stadthof (Philippstraße), einem ehemaligen Exerzierplatz, als Fruchtspeicher und Mühle.

## 1589
- Bau der Roßmühle am Buttermarkt neben der Waage.

## 1591
- Die Pest wütet in Düren.

## 1594
- Erste Erwähnung der wohl neuerrichteten Marienkapelle als Muttergotteshäuschen.

## 1597
- 21. Januar und 3. April: Die Städte Düren und Lüttich bestätigen sich gegenseitig ihre Zollprivilegien.

## 1599
- 14. Dezember: Einigung der Bäcker mit der Stadtverwaltung über Backart, Gewicht und Preis.

## Um 1600
- Kürschnerordnung
- Der Landesherr baut in der Südostecke der Stadt die Rentmeisterei, das spätere katholische Arbeiterhospiz.

## 1600
- 25. November: Neue Feldordnung